# Mikkel Dencker
Mikkel Sjøberg Dencker (født 20. november 1975) er en dansk politiker som har repræsenteret Dansk Folkeparti i Folketinget fra 2001. Han blev ikke genvalgt ved folketingsvalget 2019.

## Biografi fra Folketingets hjemmeside
Dansk Folkeparti – Medlem af Folketinget for Københavns Amtskreds fra 20. nov. 2001.
Han er tidligere gift med det Mette Hjermind Dencker, der også er medlem af Folketinget for Dansk Folkeparti.
Født den 20. nov. 1975 på Frederiksberg, søn af speditør Peter Dencker og pædagog Ilse Sjøberg Dencker.
Præstemoseskolen 1982-92. Matematisk student fra Rødovre Gymnasium 1995. 1-årig HH Vestegnens Handelsskole 1995-96. Uafsluttede studier i henholdsvis økonomi 1996-2000 på KU og HA på Vestsjællands Handelshøjskolecenter 2000-2001.
Studentermedhjælp på Dansk Folkepartis Sekretariat 2000-2001 og serviceassistent på Q8-servicestation siden maj 2001.
Medlem af kommunalbestyrelsen i Hvidovre Kommune fra 1998. Formand for Dansk Folkeparti i Hvidovre 1997-2001, kasserer siden 2001. Amtsformand for Dansk Folkepartis Ungdom i Københavns Amt i 2001.
Partiets kandidat i Gladsaxekredsen fra august 2000 til februar 2004. Februar 2004 til maj 2007 i Amagerkredsen og siden maj 2007 i Rødovrekredsen.

## Hæder
1. maj 2012 blev han Ridder af Dannebrog.